# Komuz

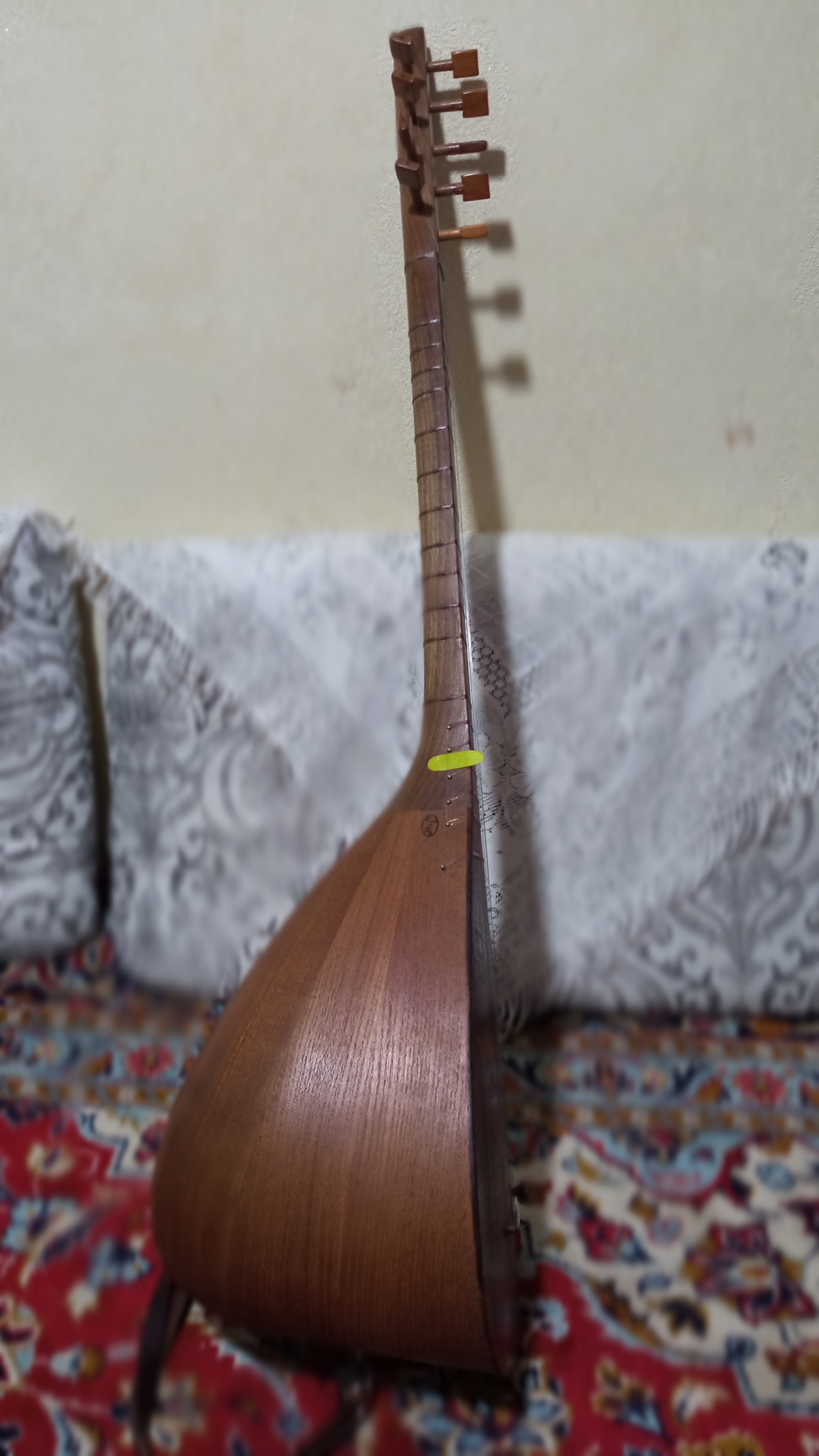

El komuz es un instrumento de punteo, considerado el típico nacional de Kirguistán.
Tiene tres cuerdas y está hecho de madera sea de enebro o de albaricoque; se toca con los dedos, sin arco. Su sonido es similar al de una guitarra. Lo suelen utilizar los akyn, o bardos itinerantes kirguises, en sus representaciones de epopeyas medievales.